# Свирская гряда
Свирская гряда (бел. Свірская града) — геоморфологический район на северо-западе Белоруссии, часть физико-географического района Нарочано-Вилейская низменность. Простирается с северо-запада на юго-восток вдоль юго-западного берега озера Свирь. Длина около 70 км, ширина 0,5—4,5 км, высота 165—185 метров, наибольшая 210 метров (на юго-восточном и восточном крае гряды). Над прилегающими участками водно-ледниковой и моренной равнины приподнята на 10—35 метров, местами на 50—60 метров.
Гряда сформирована поозерским ледником. Рельеф холмисто-западинный. В основе гряды цоколь из моренных супесей с линзами и прослойками песков, на котором расположены сближенные друг с другом моренные и камовые холмы (относительные высоты 1—12, местами 14—16 метров), часто продолговатые, вытянутые в цепи. Между холмами округлые заболоченные западины, между цепями вдоль гряды ложбинообразные углубления и водно-ледниковые ложбины, по которым текут реки Тущанка и Струна. Вдоль ложбин озы. Долины рек Страча и её притока Свирицы в местах пересечения гряды — узкие, часто с обрывистыми склонами.
Почвы дерново-подзолистые, в понижениях дерново-перегнойно-глеевые и торфяно-болотные. Небольшие участки сосновых лесов на северных и северо-восточных склонах. По окраинам болот ельники, по берегам рек чёрноолешники. Под пашней 30 % территории.
На территории Свирской гряды находится памятник природы республиканского значения «Комаришки» — геологическое обнажение межледниковых ленточных глин. Разрез находится на обрывистой извилине реки Страча (правый берег) в 5 км на запад от городского посёлка Свирь, высота обрыва около 4 м, длина 55 м. Под толщей моренных отложений поозерского оледенения единственное известное на территории Белоруссии местонахождение остатков арктических (приледниковых) растений.